# Gare de Poznań-Est
La gare de Poznań-Est (en polonais: Poznań Wschód) est une gare située sur le territoire de la ville de Poznań, en Pologne.